# 长征
长征，是中国共产党领导的中国工农红军由于在第五次圍剿戰爭中失利，于1934年10月开始由江西中央苏区和南方苏区出发，最终于1936年10月抵达陝西北部的战略转移。
长征的主力军由红一方面军（“中央红军”）、红二方面军、红四方面军和红二十五军四只部队组成。在途中选择途径国民政府控制力较弱的少数民族地区，并穿越大面积的雪山、高寒的高原草甸、永久冻土带和无人区，共经过11个省、18座大山、24条大河、5座连续的雪山。紅一方面軍在其368天的战略转移与逃亡期间，每一两天就有一次遭遇战，且共有15天大决战。白天行军235天，夜间行军18天，休息共44天，平均每走114英里休息一次。紅一方面軍平均每天行军71华里，共进行380余次战役战斗，进攻占领62座县城，红军陣亡的营以上干部有430人，平均年龄不到30岁。
1935年1月，红一方面军在贵州遵义召开会议，确立了毛泽东的军事领导地位。1935年6月，红一、红四方面军在四川懋功会师，随后红四领导人张国焘与毛泽东等红一领导就长征路线的「南下」和「北上」产生分歧。9月，红一方面军决定独自北上，与刘志丹率领的陕北红军会师，中国共产党进入延安时期，通过东征战役和西征战役将陕甘根据地扩展为陕甘宁根据地。红四方面军则坚持南下，1935年10月，张国焘在四川马尔康县决定另立“中国共产党中央委员会”，自任“中共中央主席”并宣布开除红一领导毛泽东、周恩来等人党籍，但由于红四在南下途中损失惨重，1936年6月，张国焘被迫取消第二中央并随后北上与红二方面军会师。1936年10月，红一、二、四方面军在甘肃会宁会师，宣告长征的结束。

## 名称
1935年12月，中共中央政治局常委毛泽东在报告中就此事件使用“长征”一词，是为中國共產黨党史上的首次。而國民革命軍則稱為追剿、剿匪。红一方面军行程二万余华里，在其党史中又称“二万五千里长征”。中華民國國民政府和中國國民黨在部分场合非正式的称之为流窜或西竄，然由于两岸史观和论述侧重不同，并未见到中華民國國民政府與中國國民黨或行憲後中華民國政府政要对这一事件有唯一、持续的专有称呼。

## 背景
1931年，中華蘇維埃共和國在中国共产党領導下成立。1932年4月，中華蘇維埃共和國中央執行委員會主席毛澤東發表《中华苏维埃共和国临时中央政府对日战争宣言》，宣揚抗日救國主張，並以红一方面军做為抗日先鋒軍東征。
1933年10月，國民政府動員近100萬國民革命軍圍剿各中國共產黨控制的農村根據地，並以50萬優勢兵力重點進攻中央蘇區（中華蘇維埃共和國主要控制地區）。在前四次戰役中，由於實施毛澤東運動戰方針，國民革命軍均以撤退告終。时任中共中央总负责人博古等人认为决战的时机已经来临。1933年秋，共产国际派来顾问李德支援中央苏区，基于对共产国际的全心信任，博古放手让他参与军事决策；然而参与过欧洲战场的李德不了解中国战场的特点，与周恩来等人无法合作:132。第四次反围剿战争期间，博古召开中共中央局会议，主张坚守阵地。这一主张遭到中共福建省委代理书记罗明上书反对，认为民众没有实力抵御长期的阵地战、应当继续游击战:431，且直言中央局的决议“空洞说教”:110-111。博古读后起草《中央局关于闽粤赣省委的决定》，指责罗明为主的“机会主义”（罗明主义），并随后开展反罗明路线运动，大量基层和前线干部被牵连撤职。在这些运动中，包括张鼎丞、刘晓、邓小平、毛泽覃、谢维俊、古柏、何叔衡等人均被牵连:111。
在第五次圍剿戰爭前夕，柳維垣首先提出改變國民革命軍的戰略，他反對圍剿，提出改變圍剿為追剿。此一新戰略為蔣介石所採納，國民革命軍改變作戰策略，戰法步步為營。国民政府采取“三分军事，七分政治”的方略，并组织军官训练团，聘请德國顾问对军官进行培训。1933年9月，国民革命军攻占黎川，第五次围剿正式开始。同年冬，福建发生以十九路军为骨干的李济深、陈铭枢、陈公培、蒋光鼐的“福建事变”:134，國民政府行政院长兼军事委员会委员长蒋介石派遣十九路军镇剿红军，部分十九路军将领认为因此无法立即与日军对战，招致部队不满，遂成立中华共和国，并与红军将领彭德怀、朱德密切联系:135。蒋介石遂率中央军抵达福建镇压，当时本用于第五次围剿战役的部队抽调福建，红军部分将领彭德怀建议出兵支援福建。然而当时博古、李德则认为蔡廷锴等人不可信，遂颁布《福建事变与我们的任务》拒绝支援，因此坐失良机:135。福建事变被平定后，蒋介石重新整理部队，由何键、陈济棠、顾祝同、蒋鼎文率四路军一百万合围红军，逐步縮小包圍圈。李德主张部队在广昌与国军决战，导致红军损失惨重，彭德怀与李德发生尖锐对抗，张闻天也激烈反对博古的军事策略，核心领导的冲突已经公开化:122:144。1934年5月，博古在瑞金召开中共中央书记处会议，讨论后续战略方针，并确定将主力撤离中央苏区，李德开始制定计划:147。
1934年7月15日，中華蘇維埃共和國中央政府发布《中國工農紅軍北上抗日宣言》，派遣红七军团作为「北上抗日先遣队」:15。随后这支部队与赣东北地区红军合编为红十军团，于1935年1月失败:133。8月，红六军团奉命从湘赣苏区西征，以作为中央红军的探路先锋。9月下旬，中央苏区仅存瑞金、会昌、雩都、兴国、宁都、石城、宁化、长汀等县的狭小地区。29日，张闻天在《红色中华》上发表社论《一切为了保卫苏维埃》，称“为了保卫苏区，粉碎五次“围剿’，我们有时在敌人优势兵力的压迫之下，不能不暂时的放弃某些苏区与城市，缩短战线，集结力量，求得战术上的优势，以争取决战的胜利”，为战略转移释放信号。此时，周恩来在南昌行营的情报系统透露国军将要发动最后总攻击，中共的主要中央领导人于是决定，于10月中旬放弃中央苏区。「长征」的目的在于求生存。

## 经过

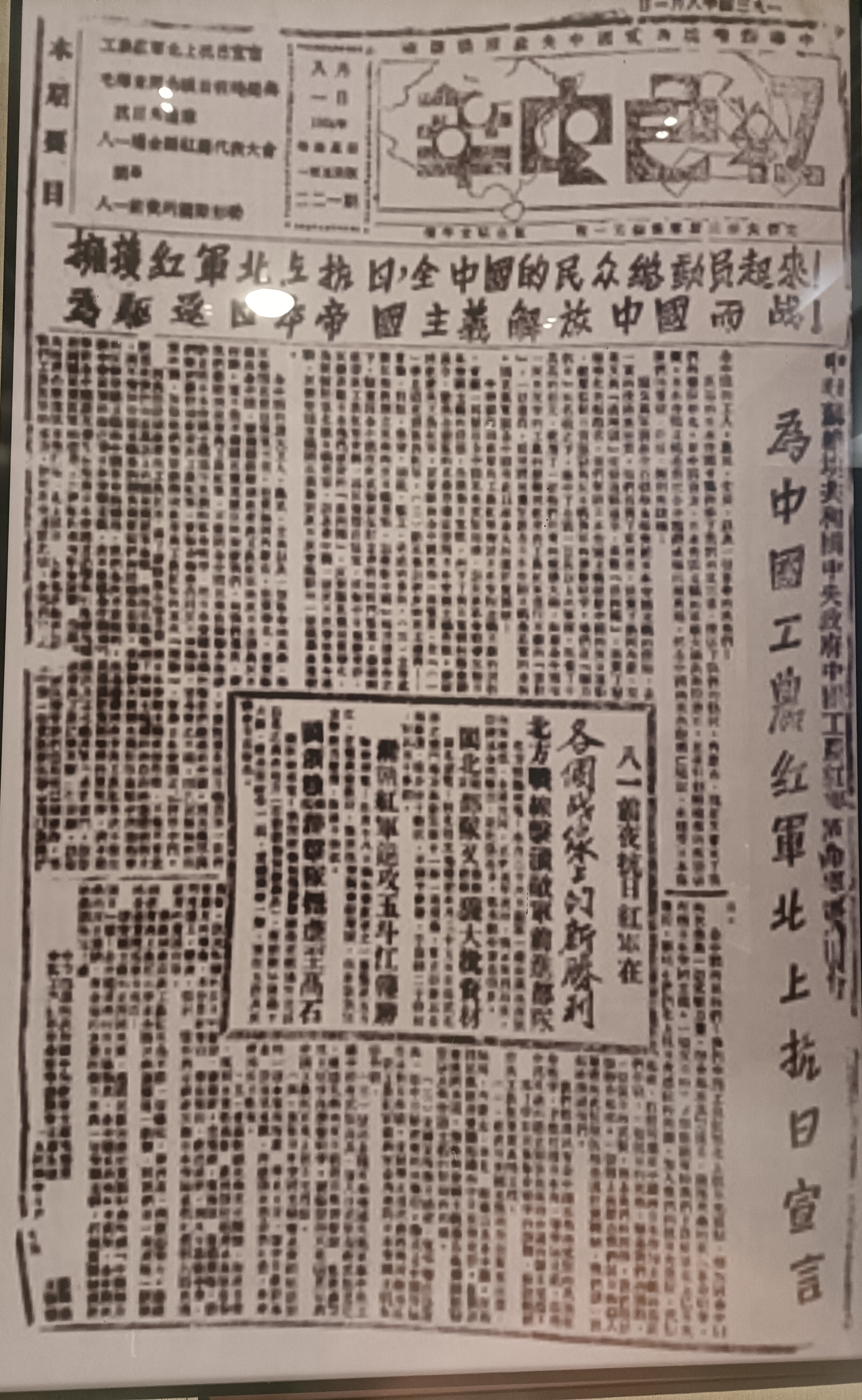
1934年8月1日，《红色中华》全文刊登的《中华苏维埃共和国中央政府、中国工农红军革命军事委员会为中国工农红军北上抗日宣言》

1934年10月至1936年10月（抗日戰爭全面爆發前），中国共产党领导的中国工农红军红一方面军（中央红军）、红二方面军、红四方面军和红二十五军从中央苏区和南方苏区开始的战略转移，其最终抵达、汇聚于陕甘苏区。军队到达陕甘苏区后，1935年12月，中共中央政治局常委毛泽东在报告中使用“长征”一词，是为中國共產黨党史上的首次。而國民革命軍則稱為追剿、剿匪。红一方面军行程二万余华里，在其党史中又称“二万五千里长征”。。1936年红一、二、四方面军在甘肃会宁会合。紅一方面軍在其368天的战略转移与逃亡期间，每一两天就有一次遭遇战，且共有15天大决战。白天行军235天，夜间行军18天，休息共44天，平均每走114英里休息一次。紅一方面軍平均每天行军71华里，共进行380余次战役战斗，进攻占领62座县城，红军陣亡的营以上干部有430人，平均年龄不到30岁。此次战略转移，这些军队穿越大面积的雪山、高寒的高原草甸、永久冻土带和无人区，共经过11个省、18座大山、24条大河、5座连续的雪山。

### 红一方面军

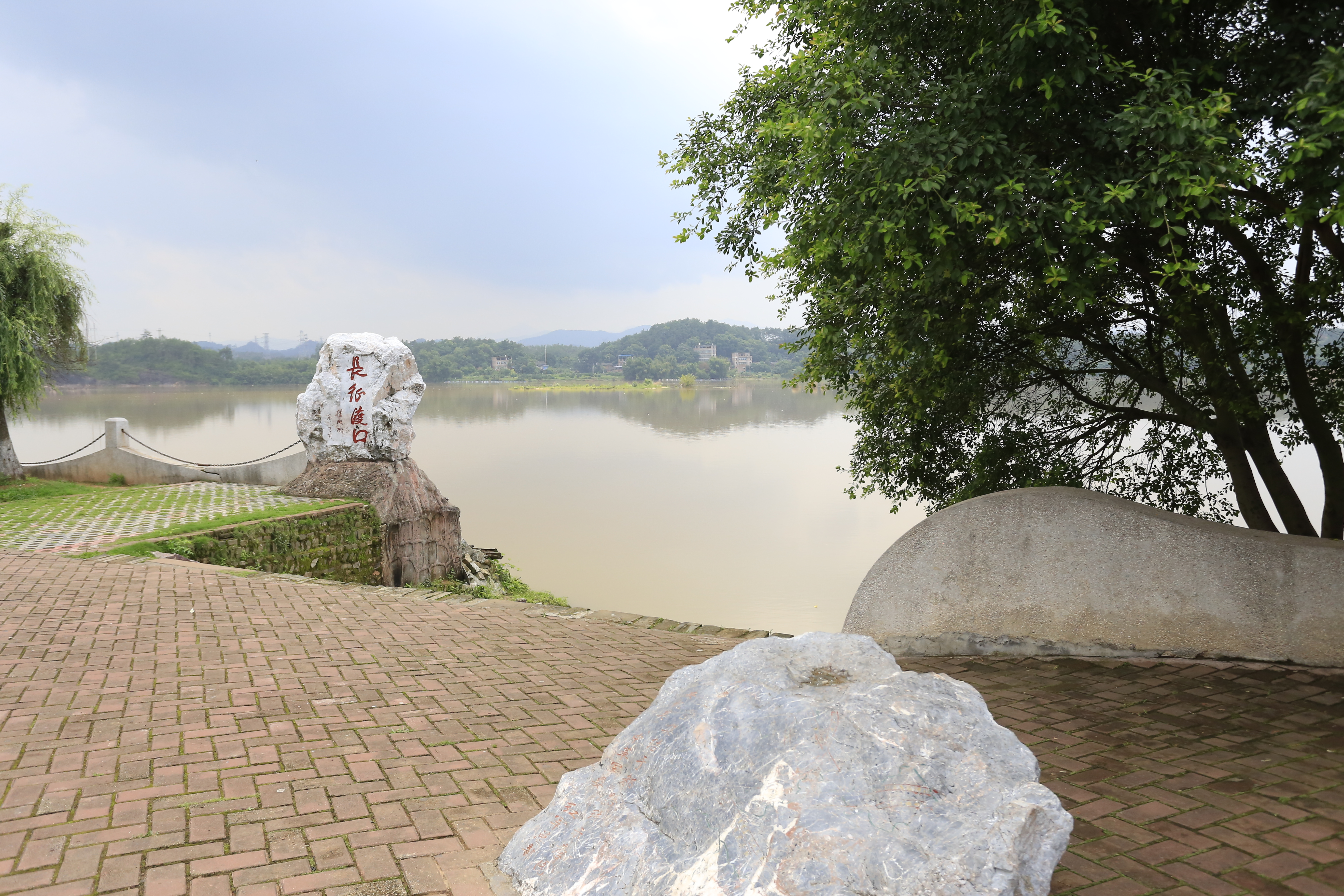
江西于都中央红军长征第一渡口，1934年10月18日傍晚，中央直属机关从这里渡过贡水，迈出长征的第一步

红一方面军，即“中央红军”。1934年10月初，博古等中共中央领导人和中央革命军事委员会领导人决定放弃中央苏区，将中央红军主力及中共中央机构向西转移至湖南西部与红二、六军团会合，这一决定未经中共中央政治局讨论。中共中央、中革军委率中央红军主力红一、三、五、八、九军团及机关直属队共8.6万余人，从福建长汀、宁化、江西瑞金、兴国等地开往雩都县集结:77。1934年10月17日傍晚，中央红军直属机关及一、三、五、八、九军团从江西雩都县渡过贡水，迈出长征的第一步:80。红二十四师和地方部队共1.6万余人则被留下在项英、陈毅等人领导下进行游击战，开始南方三年游击战争:75。
國民革命軍統帥蒋介石预见到中央红军的意图，在红军前往湘西的必经之路上集结大量兵力组成四道封锁线。红军以一、三军团作为先锋，两个军委纵队居中，八、九军团分居军委纵队左右掩护侧翼，第五军团作为后卫:433。早在红军长征前，中共就派出潘汉年、何长工与广东地方首领陈济棠达成秘密协议，为红军突破封锁线创造有利条件。10月21日晚，中央红军在赣县王母渡至信丰一带突破国民革命军第一道封锁线，25日全部渡过桃江，携大量辎重沿信丰油山、大庾、南雄之间的粤赣边界缓慢西行:48。尽管事先达成协定，但由于陈济棠并未及时使粤军前方部队知情，红军仍遭受一定损失，红三军团四师师长洪超阵亡:48。11月5日至8日，红军突破广东仁化城口与湖南汝城之间的第二道封锁线:433。13日至15日，在郴县良田、宜章、乐昌之间突破第三道封锁线:433，并占领宜章:51。此时，蒋介石已经判明红军西进企图，任命何键为追剿军司令，指挥部队尾追红军:51
11月15日，红军继续西进，攻占临武、蓝山、道县等地；25日，红军全部渡过潇水:54。同日，中央红军决定从兴安、全州之间西渡湘江:158。此时由于蒋桂矛盾，桂军撤出湘江防线，但中央红军并未有效利用这一机会，仍然携带大量辎重缓慢前进:54-55。26日，中央军周浑元部占领道县，湘军刘建绪部占领全州，形成对红军的夹击态势；红一军团部队抢占界首一带渡口，红三军团也前出至湘江:56。27日，蒋介石下令进攻，红一军团、红三军团为掩护后续部队渡江，展开惨烈的阻击作战。中央红军面对国民革命军全面进攻，于11月27日至12月1日历时5天，从广西兴安至全州之间渡过湘江，突破第四道封锁线:190。湘江战役之后，出发时的八万余中央红军仅剩下3万餘人。红三军团十八团、红五军团三十四师在湘江东岸全军覆没:193；红八军团由于损失惨重，番号撤销:189。 
1934年12月上旬，红军从广西龙胜翻越老山界（即越城岭）:199。此时，博古、李德仍然坚持前往湘西，但國民革命軍对此已早有准备:203。12月12日，中共中央在湖南通道召开通道会议，尚未恢复权力的毛泽东主张放弃去湘西与红二、六军团会合的计划，向西进入贵州，获得大多数红军领导人的认可。12月13日，红军占领贵州黎平:210。18日，中共中央政治局召开黎平会议，正式肯定毛泽东的提议，决定红军发展川黔边区。1935年1月，红军开始强渡乌江，突破黔军的防线，向遵义地区进军:433。

#### 遵义会议与四渡赤水

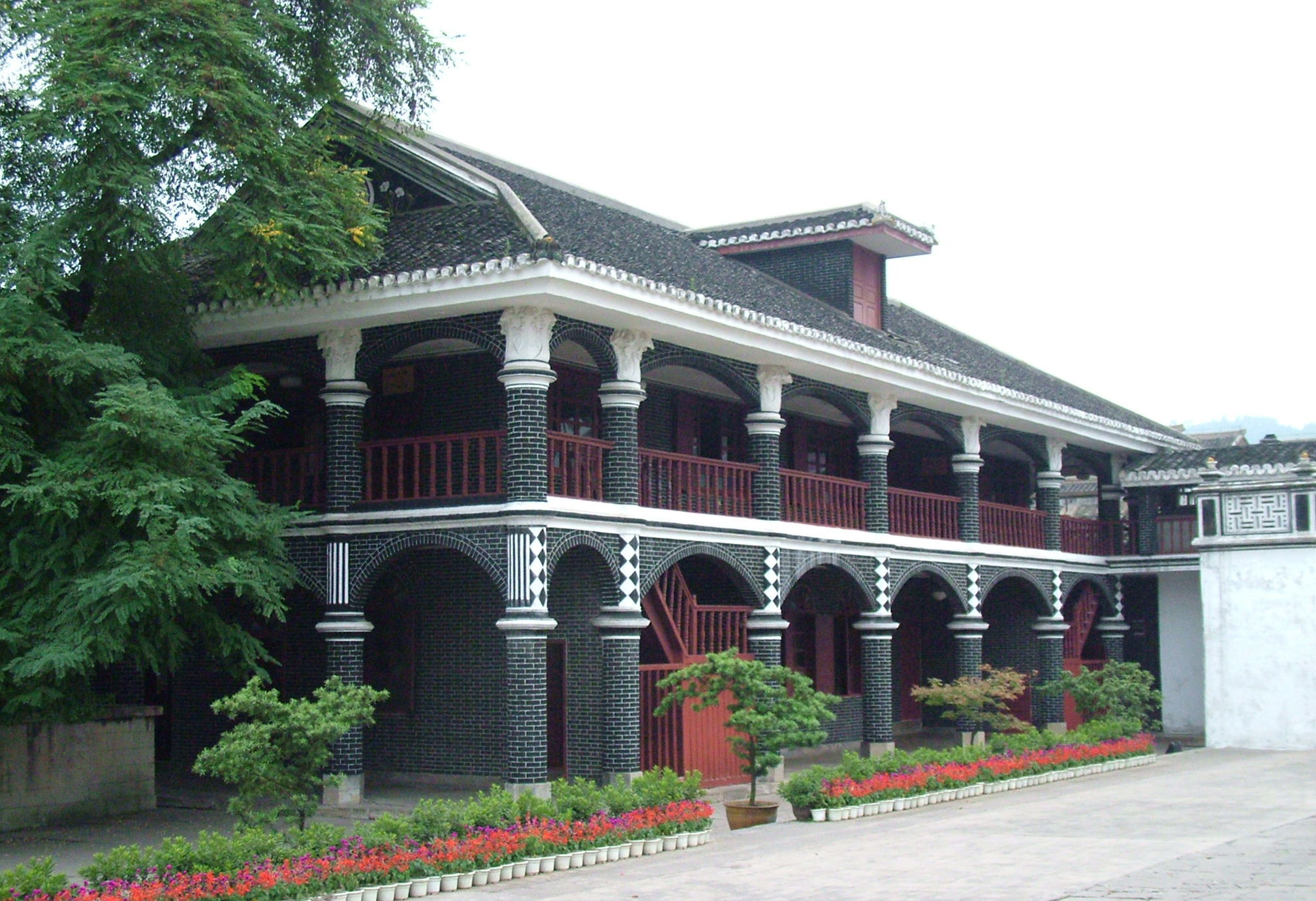
1935年1月上旬，中央红军到达遵义，15日至17日，中共中央在此召开政治局扩大会议，史称遵义会议

1935年1月7日，中央红军进攻并占领遵义县城，在城内休整:230-232。1月15日至17日，中共中央召开政治局扩大会议，其党史称为遵义会议，旨在研判今后的军事、政治方针、和领导集体。遵义会议前夕，毛泽东、张闻天、王稼祥三人暗自结成同盟，试图共同反对博古、李德:131。会议上博古率先作报告，检讨第五次反围剿战役的军事指挥错误，但主要是客观条件的困难:135。周恩来随后做副报告，称是军事领导战略战术错误，并主动承担责任:137。紧接着，张闻天在会上作反对中央单纯防御军事路线的报告。随后毛泽东作长篇发言，指出导致第五次反围剿战役失利和大转移严重损失的原因是军事上的单纯防御路线，表现为进攻时的冒险主义、防御时的保守主义和突围时的保守主义:136。王稼祥、朱德、刘少奇随即纷纷表示赞同。会议召开三日，最终决定取消原来的三人团（博古、李德、周恩来）领导:139，由朱德和周恩来为军事指挥者，增补毛泽东为中共中央政治局常委，毛泽东恢复对红军的指挥权。会议决定张闻天代替博古总负责政治和党务，军事上则由周恩来为主、毛泽东为辅进行总指挥:433。

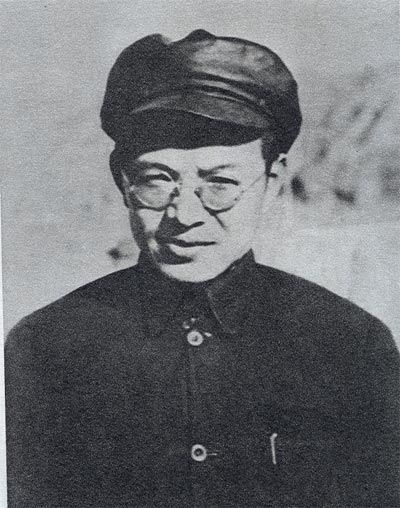
1935年2月，接替博古任中共中央总书记的张闻天（洛甫）

1月19日，中革军委发布《关于渡江的作战计划》，决定进入四川与红四方面军协同作战:88。同日，红军分三路向土城方向前进，24日攻占土城。28日，红军向位于土城以北的青杠坡的国民革命军郭勋祺部队发起进攻，激战一日，双方损失惨重:89。此战红军损失上千人，夺取赤水县和渡江的计划均未能实现。次日，红军兵分三路，从猿猴场、土城上下渡口等地一渡赤水，进入川南地区:55。2月5日至9日，红军进抵云贵川三省交界的“鸡鸣三省”地域及云南威信，中共中央政治局连续召开一系列会议，即扎西会议，会议决定：张闻天取代博古担任中共中央总书记:433，在常委分工中负总的责任；暂缓执行渡江入川计划，回兵黔北，以川滇黔边为发展地区；讨论并通过《中共中央关于反对敌人五次“围剿”的总结决议》（即《遵义会议决议》）；整编部队为十六个团。此时，國民政府军事委员会委员长蒋介石命令吴奇伟、周浑元、孙渡等部队协同川军试图在川南地区歼灭中央红军:91。2月10日，毛泽东等红军领导决定东进，二渡赤水。2月18日至21日，红军从太平渡、二郎滩等地东渡赤水河:94。
红军渡过赤水河后，开始进攻桐梓地区。2月25日，经过激战，红三军团夺取娄山关，并击败国军随后的反扑。随后，中革军委指示红军部队继续向遵义追击:95。2月28日，红军再占遵义城:282。在进攻遵义作战中，红三军团参谋长邓萍阵亡:96。此时，国军吴奇伟纵队开始进攻，并夺取红军控制的老鸦山:95。中革军委决定围歼吴奇伟纵队，吴奇伟纵队被红军击溃，其司令部遭到长途迂回的红军突袭，吴奇伟逃过乌江后，命令士兵立刻摧毁渡桥，结果未过河的一千余人被红军俘虏:96。吴奇伟战败后，蒋介石决定亲自前往督战，调动黔军、川军、中央军围堵红军。3月4日，红军成立前敌总指挥部，朱德、毛泽东分任司令员和政委。对于是否围攻打鼓新场的薛岳部一个师的问题，红军内部发生激烈争论，毛泽东对进攻打鼓新场的主张表示反对；为统一军事指挥，中共中央成立“三人团”（毛泽东、周恩来、王稼祥）总负责军事。
3月15日，毛泽东决定集中红军主力围攻鲁班场的国军周浑元部，经过一天激战，红军最终以失败告终。次日，为避免不利态势，红军由茅台及其附近地区西渡赤水河。蒋介石此时判断红军意欲北渡长江，命令国军部队予以截击，毛泽东当即决定回师东渡:99。3月21日，红军以一个团伪装主力牵制国军，其余部队由二郎滩、九溪口、太平渡东渡赤水，史称“四渡赤水”:296。3月29日至3月31日，红军南渡乌江:297，跳出国军的包围圈。负责掩护红军主力的红九军团部队由于渡口被阻断，被迫独立行动:100。

#### 与红四方面军会师

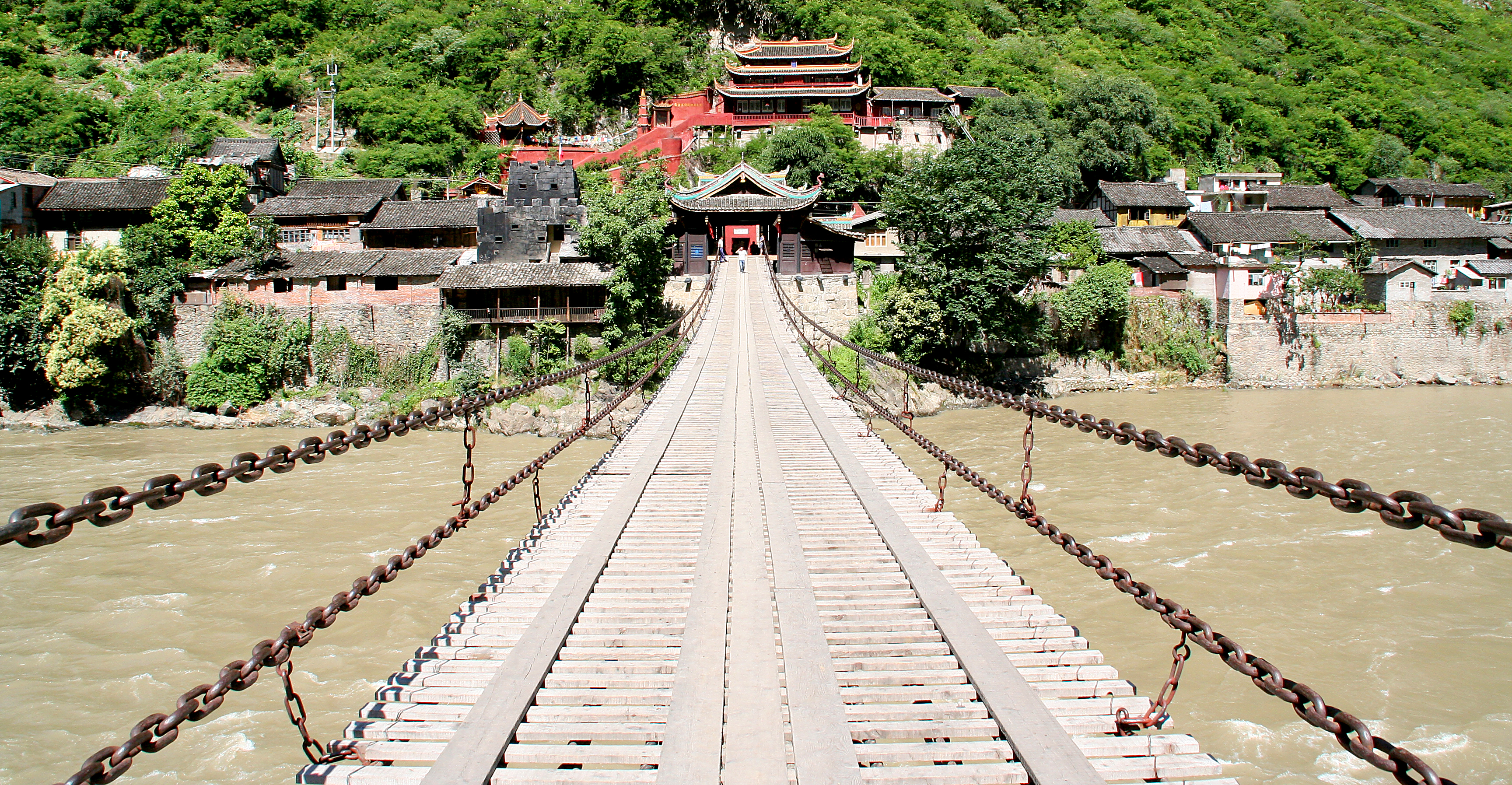
泸定桥在四川省泸定县的大渡河上，1935年5月中央红军“飞夺泸定桥”，强渡大渡河

1935年4月2日，红军主力逼近贵阳，并直接威胁贵阳机场。当时蒋介石正在贵阳督战，为安全计，蒋介石飞离贵阳，并命令滇军孙渡等部火速驰援贵阳。4月8日，红军突然南进，从贵阳、龙里间突破国军防线西进。4月23日越过平彝黄泥河，分两路进入云南。云南省政府主席龙云将主力部队收缩至昆明防守，为中央红军打开通道。5月1日至9日，中央红军在云南禄劝皎平渡渡过金沙江:433。5月12日，中共中央政治局在四川会理城郊召开会理会议，会上对林彪怀疑毛泽东的领导提出批评，并决定中央红军与红四方面军会师。此时，独立行动的红九军团在贵州、四川和云南边境地区活动52天，行程1000多公里，最后在四川西昌境内与红军主力部队重新汇合。

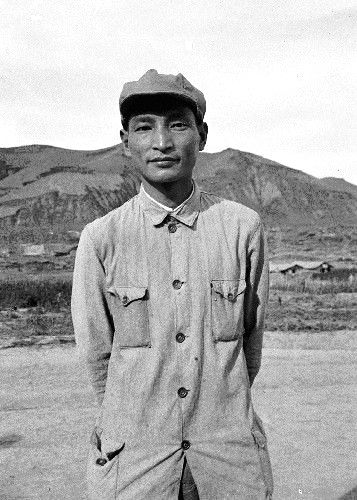
红军攻占泸定桥后，陈云奉命离开红军队伍，前往莫斯科向共产国际汇报遵义会议情况。陈云到达莫斯科后，共产国际认可毛泽东的领导地位

5月20日，红一方面军攻占冕宁。朱德以中国工农红军总司令名义颁发《中国工农红军布告》，号召彝民与红军协同作战。同日，红军先遣队司令刘伯承与彝族沽基族首领果基约达（小叶丹）在袁居海子（今冕宁彝海子）结为兄弟，使全军顺利通过彝族聚居区:392，24日晚进至大渡河西南岸的石棉县安顺场。5月25日，中央红军先遣队“十七勇士”自安顺场强行渡过大渡河:397。然而，由于掌控的船只有限，红军无法从安顺场迅速全部渡河。因此红军在安顺场兵分两路，红一师及干部团在原地渡河，其他部队北上进攻泸定桥。5月29日，红二师四团占领泸定桥，与安顺场渡河部队会合:406。攻占泸定县城后，中共中央政治局决定派陈云离开红军部队前往莫斯科，向共产国际汇报遵义会议情况。
红军渡过大渡河后向东翻越二郎山，突破川军杨森部六个旅的阻击，于6月7日占领天全:122-123。随后，中央红军在飞仙关前转而北上，经芦山、宝兴，翻越终年积雪的夹金山。夹金山海拔约4500米，终年积雪，空气稀薄，没有道路，没有人烟，天气变幻无常。除了雪山地区恶劣的自然条件外，饥饿和寒冷也给红军带来严峻考验，一些红军死于冻、饿、无力。6月12日先头部队在懋功达维与红四方面军先头部队会师。6月26日，张国焘从茂县赶到懋功两河口，与在此等候的中共中央政治局其他委员召开两河口会议。会议决定红一、四方面军共同北上，建立川陕甘苏区；同时，两个方面军进行编制调整:175-176。27日中央红军先头部队翻越第二座大雪山（梦笔山）到达马尔康卓克基。由于中共中央与张国焘之间的战略争论，红军在此长期滞留，导致松潘大路被国军胡宗南部占领，红军只能穿过松潘西部（包括今红原、若尔盖）的草地北上。
7月21日至22日，中共在黑水县召开芦花会议。8月，中共将红军混编为左右两路军，中共中央随右路军行动:186。8月20日，中共中央政治局在松潘毛儿盖召开毛儿盖会议，决定占据以岷州为中心的洮河流域，并依据此地区向东发展。随后，红军右路部队通过松潘草地:199。由于草地一带荒无人烟，无法就地补给，结果红军面临极限危机，包括严重高原反应、饮水中毒、饥渴、湿冷、天气变化极端、缺氧、缺盐，有不少红军为此而死，或是陷入泥沼:128-136。8月26日，走出松潘草地的红军发动包座战役，击溃堵击红军北上的胡宗南部第四十九师，打开进军甘南的门户:200。

#### 北上陕北

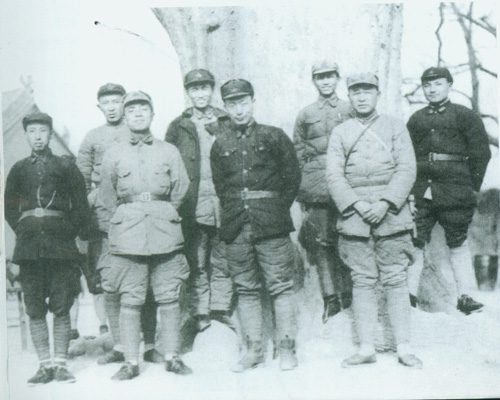
1935年11月7日，红一军团、红十五军团部分领导干部在陕西淳化合影。前排左起：王首道、杨尚昆、聂荣臻、徐海东。后排左起：罗瑞卿、程子华、陈光、邓小平

然而，因为张国焘坚决南下而反对中共的毛泽东等人的“北上路线”，冒险度过大草地的“中央红军”与张国焘的红四方面军（包括红五军团和红九军团）又被迫分裂:434。1935年9月9日，毛泽东、张闻天、博古赶到红三军团驻地若尔盖巴西，连夜召开政治局紧急会议（巴西会议），决定率一、三军团单独北上。9月12日，中共中央政治局在甘南迭部俄界召开扩大会议（俄界会议）。会议决定将一、三军团、中央纵队改编为中国工农红军陕甘支队，由彭德怀任司令员，毛泽东任政委，单独北上:387。9月17日，红军攻克腊子口天险，进入哈达铺:387。在哈达铺毛泽东得知刘志丹领导的陕甘根据地的相关消息后，哈达铺会议最终将陕甘根据地定为目的地。
9月23日，陕甘支队通过国军在武山、漳县间的封锁线，并渡过渭河，于9月27日到达通渭榜罗镇并召开榜罗镇会议。此时，中共中央正式确定前往陕北的方针:267。9月29日，陕甘支队继续东进，10月7日翻越六盘山:268。10月19日，陕甘支队抵达陕西保安吴起镇（今吴起县）:270，21日击溃尾追而来的东北军和马家军骑兵部队:271。次日，中共中央政治局宣布红一方面军长征结束。11月初，陕甘支队在象鼻子湾地区与红十五军团会合:274:434。此时，红一方面军不足八千人。之后，陕甘支队与红十五军团组建新的红一方面军:546。11月23日，红军发起直罗镇战役，围歼东北军第109师，师长牛元峰阵亡:279。12月17日至25日，中共中央政治局在瓦窑堡召开扩大会议，决定建立抗日民族统一战线，将“工农共和国”改为“人民共和国”。1936年2月起，红一方面军发起东征、西征战役，将陕甘根据地扩展为陕甘宁根据地:398。

### 红二方面军

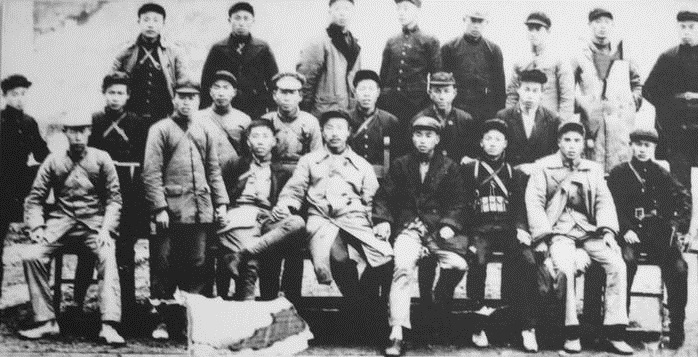
1935年11月29日，红六军团领导人在湖南新化合影。前排左起：周仁杰、李铨、王震、夏曦、萧克

1934年8月7日，红六军团第十七、第十八两师和红军学校共9700余人从湘赣苏区突围西征，于8月11日进至桂东县寨前地区:3。在这里，红六军团领导机关正式成立，任弼时任军政委员会主席，萧克任军团长，王震任政治委员。12日晚，红六军团从寨前出发，经资兴、郴县、桂阳、新田县境，于23日到达零陵东北地区，准备西渡湘江。由于国军封锁湘江，红六军团再次改变渡江计划，迅速向东转移，进至阳明山区建立根据地:4。之后由于战术考虑，由嘉禾折转西进道县，于9月4日在灌阳县界首地区渡过湘江，进占西延。9月8日，中革军委训令红六军团在城步、绥宁、武冈地区坚持至9月20日，并打击湘军，但红军未能得手。
此时，湘桂两省国军主力已进至绥宁、靖县地区，阻止红六军团北进。红六军团随即转兵向南，袭占通道。19日，在靖县新厂给尾追之湘军补充第二总队的两个团以歼灭性打击后，又于10月1日袭占贵州的旧州老黄平，随后又转向黔东北的江口前进。10月7日，红六军团在石阡西南甘溪同桂军第十九师遭遇，红六军团损失惨重，十八师师长龙云被俘:18。部队被国军截断，一部由参谋长李达率领到达沿河地区，后与红三军会合:122；主力被迫向东南转移，10月24日到达贵州印江县木黄，与红三军会师，创建湘鄂川黔苏区。
两军会师后，军委命令两军分开活动，红二军团留在黔东地区；红六军团单独西进:280。但两军将领讨论后，决定西进难以发动群众、留守难以补充给养，双方决定合力东入湖南西部桑植，由任弼时、贺龙分管政治与军事。11月，部队攻入湖南，在龙家寨歼湘西军阀陈渠珍2个旅大部，并建立湘鄂川黔边革命根据地，贺龙任红二军团兼军区司令员，任弼时任政治委员:100-101。1935年初，国军以80余团兵力，分六路进行围剿，红军采取诱敌深入、歼其一路的战法，在桑植陈家河歼国军58师172旅；接着又在桃子溪歼国军58师师部及174旅，并乘胜东出慈利，连战连捷。
5月，红军部队转向湖北，以一部包围宣恩，以主力在忠堡地区打援，歼国军41师师部和121旅，俘虏师长张振汉:105。8月在板栗园设伏，歼国军85师大部，击毙师长谢彬:107。随后又在芭蕉坨击溃国军陶广纵队10个团，彻底挫败国军围剿，并乘胜占领石门、澧州、津市、临澧等县城:107。1935年9月，蒋介石率领国民革命军采用分进合击进攻湘鄂川黔边，红军未能突破围剿:401。11月，贺龙与任弼时等从湖南省桑植县统一指挥红二、六军团突围国军封锁，开始长征。

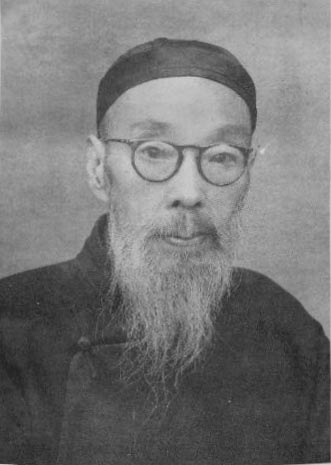
曾任大汉贵州军政府行政总理的周素园。红军到达毕节后，他与红军合作，同时组建贵州抗日救国军，担任司令员。之后，他随红军长征到达陕北

1935年11月19日，红二、六军团1．7万余人从湖南桑植出发开始长征，留张正坤第十八师坚守老根据地:568。红军经溪口、洞庭溪向南渡过澧水、沅江，到28日，两路红军分别占领溆浦、辰溪和新化、蓝田、锡矿山等地:571。国民政府集中12个师又1个旅的兵力，分路追击，企图将红二、六军团歼灭于沅江和资水地区。红二、六军团一部由溆浦出发，向南急进，造成东渡资水之势，吸引追兵:574。之后，趁着国军东调之机，大部转向西进，再向北转，于1936年元旦进到芷江以西冷水铺地区，摆脱追兵:576。1936年1月9日，在芷江便水发动战斗，随后占领石阡。此时，第十八师返回原建制:578。

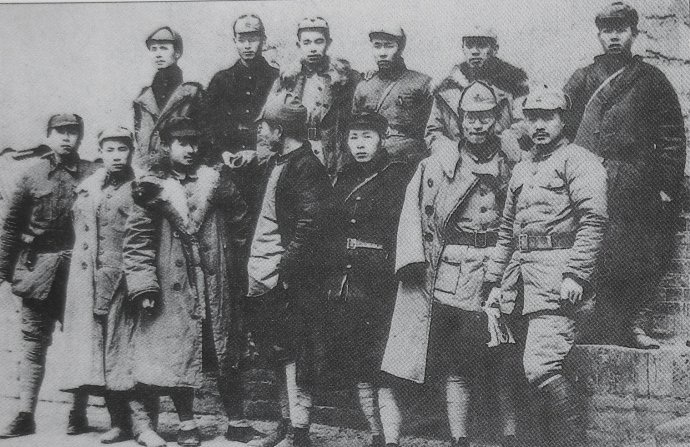
红军长征胜利后，红二方面军部分領導人合影，前排左起甘泗淇、贺炳炎、关向应、王震、李井泉、朱瑞、贺龙。后排左起张子意、刘亚球、廖汉生、朱明、陈伯钧、卢冬生

1936年1月，红军到达黔东地区，由于国军围攻，红军向黔西转移:402。2月2日，红军在修文渡过乌江，进入黔西，攻占黔西、大定、毕节等地，并进行扩军:582。2月，中共湘鄂川黔省委会议在黔西县城召开，决定两军团创建川滇黔边根据地，之后红二、六军团在乌蒙山区与国民革命军周旋。在此期间，红军联合原贵州军政府行政总理周素园，成立“贵州抗日救国军”:583。3月12日，红二、六军团在云南镇雄得章坝设伏，伏击国军万耀煌纵队第十三师，缴获大量辎重弹药，险些俘虏万耀煌。3月下旬，贺龙、任弼时接到朱德、张国焘来电，建议红二、六军团北渡金沙江，同四方面军会师。随后红军放弃建立根据地的计划，经云南寻甸、富民渡过普渡河，经过普渡河和六甲战斗，进占楚雄、祥云、宾川、丽江:595。4月底，红军在丽江渡过金沙江，攻占中甸，翻越玉龙雪山:600。7月2日，红军到达甘孜，与红四方面军会师:435。
1936年7月5日，奉中央军委指示，红二军团、红六军团与红三十二军组成红二方面军，总指挥贺龙、政治委员任弼时。同时，在和朱德、刘伯承沟通后，贺龙、任弼时等人了解到红一方面军和红四方面军的矛盾，并与张国焘作斗争，力促中国工农红军三大方面军在陕北会师。此后部队北上，红二方面军在紅四方面軍左縱隊之後跟進:609。

### 红四方面军

#### 「长征」前的准备
1934年红四方面军击退四川军阀刘湘组织的对川陕苏区“六路围攻”，但红军也损失惨重，根据地被严重破坏。10月，蒋介石派出“委员长行营驻川参谋团”督导川军作战，并专门为刘湘拨款，补充川军兵力和装备。不久，又命令中央军胡宗南派兵进驻广元、昭化地区，采取对中央苏区第五次围剿的战术。11月，红四方面军组织连级以上干部参加毛裕镇会议，徐向前制定向川陕甘发展的新战略方针和作战计划:168：进攻甘肃南部，主攻胡宗南部；以控制嘉陵江、接应中央红军和红二十五军:384。12月19日，中革军委给红四方面军发来电报，要求四方面军重新组织进攻，配合中央红军进军。随后中央又要求红四方面军派一个师南进，接应中央红军北上。红四方面军高层经过讨论，决心围攻进入四川的胡宗南部队。
1935年1月22日，广昭战役展开，徐向前率领主力围困广元、昭化，计划围点打援:119。不过胡宗南并未派援，而红军亦无法攻克广元、昭化，徐向前于是撤兵:391:176。而此时中共中央已结束遵义会议并开始红一方面军的长征，并命红四方面军集中全力西渡嘉陵江:177，策应中央红军北上:393。同年2月，红四方面军经宁强北上进入陕西南部，攻占沔县:395-396:179。

#### 同中央红军会师
1935年3月28日至4月21日，张国焘战略配合红一方面军，發起嘉陵江戰役，令红四方面军第四、九、三十、三十一、三十三军将近十万人放弃川陕根据地，强渡嘉陵江，向西挺进，总指挥徐向前，政治委员陈昌浩，副总指挥王树声。4月，红四方面军攻下剑门关:398-400，前后共击溃川军一万余人:404:238。红四方面军在当地进行休补装备:173-174，并扩员至八万余人:411。
当时蒋介石为防止红一、红四方面军会合，调遣刘湘、邓锡侯、孙震、胡宗南、唐式遵、李家钰等部围攻:122；张国焘在江油附近召开红四方面军会议，决定撤出川陕根据地:192，进攻北川、茂县、理县等地，建造川西北根据地，迎接中央红军北上:411-412。5月12日，徐向前率领红九军、红三十军由北川西进:123，在土门突破北川河谷；15日，占领茂县:413；18日攻克彰明；21日攻克北川:190。随后红军一部攻下理县:414；李先念西进小金川、攻下懋功，迎接中央红军:415。6月13日，红一方面军、红四方面军在达维会师。

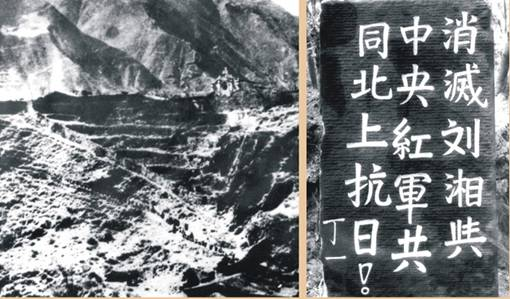
左图为会师地懋功；右图为红四方面军在长征路上的石刻标语

#### 北上抗日战略
两军会师后，确定统一的战略方针成为首要问题:127。6月16日，中央红军主张总方针为占领川陕甘三省，以岷江、嘉陵江上游地区为立脚点，伺机进占甘南和陕南:423。而张国焘和陈昌浩则主张暂时南下攻岷江以西的地区，以解决部队给养:424:211。6月17日，张国焘、陈昌浩反对向东向北发展的川陕甘方针，复电中共中央，认为“北川一带地形给养均不利大部队行动”，“敌已有准备”、不宜过岷江东打。提出向西发展，“组织远征军，占领青海、新疆”。
6月26日，中共中央政治局在懋功两河口开会，制定松潘战役计划:426，徐向前率领一部进行战斗:427。会议决定增补张国焘为中革军委副主席，徐向前、陈昌浩为军委委员。7月18日，中共中央政治局扩大会议在芦花召开，决定任命张国焘为红军总政委，博古为红军总政治部主任。当时红军已经占领毛儿盖，两个方面军进行编制调整，以加强团结:235-236；徐向前兼任红军前敌指挥部总指挥，陈昌浩兼任政委，叶剑英任参谋长:432-433。此时蒋介石指挥胡宗南部坚守松潘，并派遣王均、于学忠、马家军、薛岳等参与围剿:435-436。因为国军在松潘固守，于是红军改为执行夏洮战役，即以红军主力出阿坝，北进夏河进攻洮河，创建甘南根据地:437。此外，红军编为左右两路军，以第一、三、四、三十军为右路军，由前敌指挥部指挥；以第五、九、三十一、三十二、三十三军为左路军，由红军总司令部指挥。

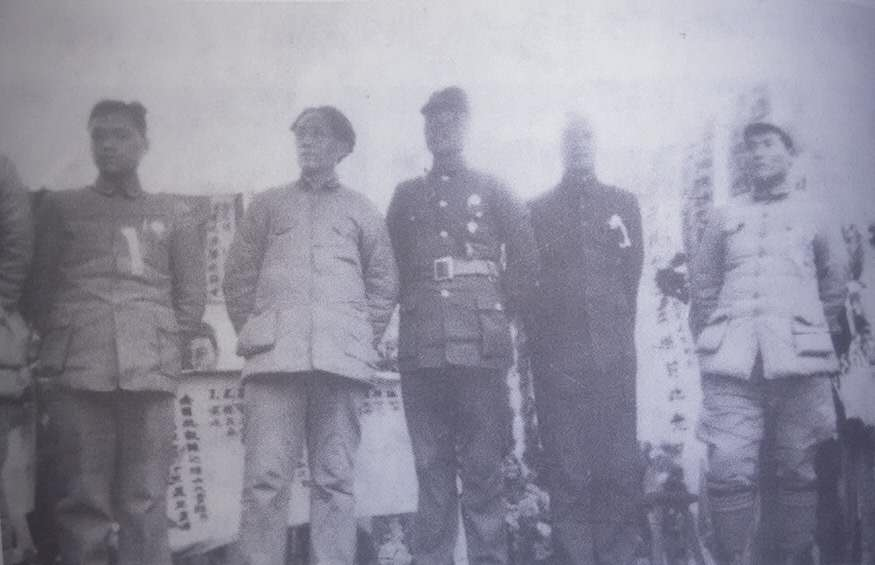
叶剑英（左一）、毛泽东（左二）、张国焘（右一）等在川北草地

8月4日至6日，中共中央政治局在沙窝召开会议，重申在两河口会议提出的战略方针，并增补红四方面军领导干部陈昌浩、周纯全为政治局委员，任命陈昌浩为红军总政治部主任；同时恢复红一方面军司令部，周恩来任司令员兼政治委员。而张国焘此时主张解决战略政治问题，并坚持红军分左右两路军，于是中共召开毛儿盖会议，会中徐向前、陈昌浩支持毛泽东北上东进路线:440:241。会上并确定：徐向前、陈昌浩、叶剑英、彭德怀负责右路军北上，并率先进入若尔盖大草原，进攻包座:441:242；而左路军由张国焘、朱德、刘伯承率领，进攻阿坝后，过草地后即与右路军靠拢会合:441。8月26日，右路军到达班佑，徐向前率领红三十军、红四军发动快速战攻下包座:434:271，击溃胡宗南部第49师大部:445:132，击伤师长伍诚仁，歼灭四千余人:446:274。
然而，左路军则迟迟不肯北上离开阿坝、与右路军会师:133，张国焘与毛泽东在红军主力进军方向上出现严重分歧:447:277-279。张国焘借口嘎曲河河水上涨，命令左路军按兵不动。9月8日，张国焘电复徐向前、陈昌浩率原红四方面军南下:281-282，张毛的矛盾彻底公开化:448。徐向前与陈昌浩只能向中央汇报:282；当晚召开中央政治局会议，毛泽东、周恩来、张闻天、博古、王稼祥、陈昌浩与徐向前联合致电左路军要求北上:450:282-283。9日，张国焘则致电继续坚持南下:450-451:284-285，这时徐向前与陈昌浩亦犹豫南下事宜:450。当晚毛泽东亲自到徐住处，问徐意见:134。徐向前表示，两军既已会合，就不宜再分开，红四方面军也不宜再分为两半:452。

#### 南下川康作战

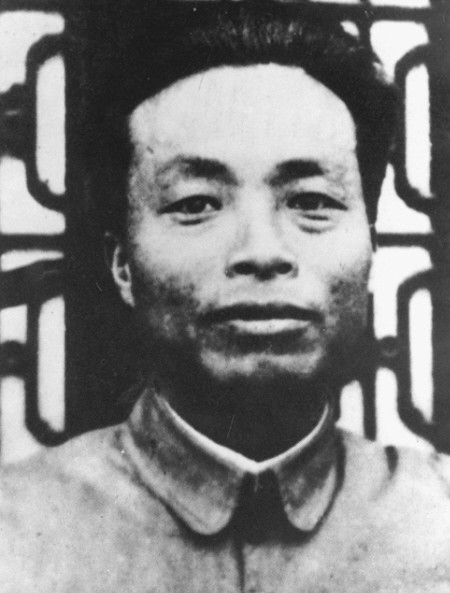
中共驻共产国际代表团成员林育英（张浩）。1935年12月回国后，在促成红四方面军北上、实现红军三大主力会师上起到重要作用

9月10日，中共中央决定独自北上，并于夜间带领右路军中的中央红军红一、三军团离开甘南:286，次日凌晨红四方面军才知道消息:452-453。为了坚持红四方面军的完整性，徐向前率余部南下，再过草地，在党坝与左路军会合:457。10月5日，张国焘在卓木碉召开会议，宣布另立中央，自任党主席，并宣布“通缉”毛泽东、张闻天、周恩来、博古等人:526。会上表示反对的刘伯承亦因此降职:459，主张团结的朱德与徐向前只能主张先打开局面。10月7日，张国焘下达南下命令:221。随后红四方面军攻占崇化、抚边、懋功。之后，红四方面军继续南下，攻占宝兴、天全、芦山，击溃国军五千余人:468:313-314。10月中旬，红四方面军与川军在百丈进行决战，之后国军攻占百丈:319-320。该战役后，国军死伤一万五千人，红军伤亡亦近万:471。此时，薛岳、李抱冰从南部、东面进行出击，红四方面军只能转为战略防御阶段:473。
12月5日，张国焘以“党团中央”名义致电中共中央，要求毛泽东等人将中共中央改称“北方局”:241。此时，中共驻共产国际代表团成员林育英从莫斯科抵达陕北，向张国焘发电通报消息:243。张国焘借机致电林育英，贬低陕北红一方面军，并寻求支持:244-245。12月22日，林育英复电张国焘，要求注意控制争论:246。1936年1月6日，张国焘再次以“党中央”名义致电林育英，继续抨击中共中央，但表示服从共产国际指示:248。1月16日，林育英回电，没有直接抨击张国焘，但表示共产国际要张国焘与中央一、三军团“建立直接的联系”。1月22日，中共中央政治局召开会议，勒令张国焘立即取消第二中央，并在党内公布《关于张国焘同志错误的决定》。1月24日，林育英致电张国焘，表示“共产国际完全同意中国党中央的政治路线”，并表示张国焘可成立西南局，直属驻共产国际代表团，暂与中共中央保持同等地位:588-589。随后还向张国焘传达共产国际变更新政策的经过、建立统一战线的各项细则和《八一宣言》的要点。
此时，红四方面军部队在南下作战中损失惨重，被中央军、川军压缩在芦山、宝兴地区，粮弹匮乏，张国焘的威望开始动摇:250。朱德、刘伯承、徐向前、陈昌浩纷纷要求北上到陕北。1月27日，张国焘被迫表示同意瓦窑堡会议决议，谋求党内统一:253。2月14日，林育英、张闻天致电张国焘，表明主力红军可向西北发展，并表示此方针受到共产国际同意:589。南下红军部队决定向道孚、炉霍、甘孜进军:479:331-332；3月，红军攻下这些地区，并就地整编补给:482，以等候红二、红六军团会师:483:340。此时，部队仅剩四万余人:600。6月6日，张国焘决定取消第二中央:303。7月初，红四方面军与红二方面军在甘孜会师后:353-354，组成西北局，张国焘任书记，任弼时任副书记:487-488。并决定北上:360。

### 红二十五军

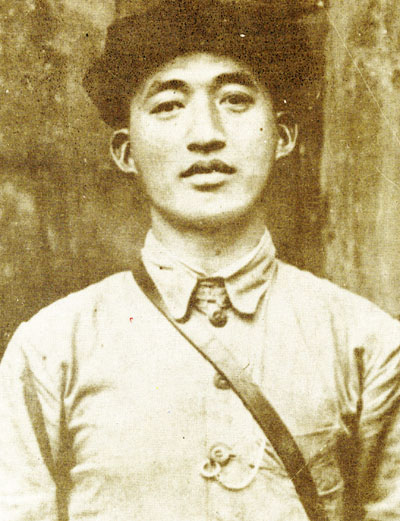
红二十五军政委吴焕先

紅二十五軍1931年10月成立於鄂豫皖蘇區。1934年8月，红军独立第二十二师师长程子华奉周恩来指示到达大别山，向中共鄂豫皖省委传达建立新苏区的指示。11月11日，中共鄂豫皖省委根据中共中央和中革军委指示，决定红二十五军实行战略转移，策应中央红军的转移行动。随后，省委同意徐海东的提议，由程子华担任红二十五军军长，徐海东任副军长，吴焕先任政委:140。11月16日，红二十五军2984人从河南罗山县何家冲出发，开始长征:140，对外番号为“中国工农红军北上抗日第二先遣队”，并发表宣言。红二十五军在信阳柳林和双河之间越过平汉铁路，进入桐柏山区。红二十五军领导层认为该地区无法建立根据地，决定继续北上，向河南西部的伏牛山挺进。部队采取声东击西的策略，先向枣阳县城佯攻，形成进攻武汉势态，随后调头东进，进入驻马店西北山区:141。
11月26日，红二十五军进至方城独树镇附近，遭遇国民革命军第四十军阻截。经过激战，红军击退国军，进入伏牛山区:142-143。随后，红军继续西进，到达陕西洛南县庾家河:333。12月10日，国民革命军第六十师和两个骑兵团向庾家河发起进攻，红军经过终日激战，将国军击退。在战斗中，军长程子华、副军长徐海东均负重伤:334。1935年春，红二十五军进入陕南，攻占镇安、柞水、宁陕、佛坪、洛南、丹凤6座县城。2月5日，在蓝田县葛牌镇以南的文公岭歼灭国军四十二师一二六旅五个营。3月10日，在洋县华阳镇歼陕军警备第二旅五个多营。4月9日，在葛牌镇歼灭陕军警三旅。7月2日，在山阳县袁家沟口全歼陕军警备第一旅，俘虏旅长唐嗣桐:338。同时，红军建立鄂豫陕根据地，红二十五军部队扩大到3700余人。
1935年7月15日，中共鄂豫陕省委在长安县沣峪口召开紧急会议，决定西进甘肃东部策应中央红军:385。8月上旬，红二十五军开进甘肃境内，相继攻占两当县城、天水县城北关、秦安县城，切断西兰公路:479-481。由于此时中央红军与红四方面军因战略纠纷滞留川西，徐海东、吴焕先决定放弃与中央红军会合的计划，改为进军陕北:482。8月17日，红二十五军攻克隆德县城，翻越六盘山，歼灭马家军35师105旅一部:485-487。8月21日，红二十五军在甘肃泾川县城以西四坡村渡河，遭遇马家军208团攻击，红军歼灭208团:490-491。在作战中，吴焕先阵亡。随后，徐海东兼任红二十五军政委。8月31日，红二十五军在平凉以东的四十里铺渡过泾河，9月3日进抵合水板桥镇:492。9月7日，红二十五军到达甘肃合水东北的豹子川，决定由徐海东任红二十五军军长，程子华任政委，戴季英任参谋长，郭述申任政治部主任:494。9月15日，红二十五军与刘志丹陕北红军红二十六军、红二十七军于陕西延川永坪镇会师，成立红十五军团，共约七千人:495。在红一、三军团到达陕甘苏区后，与之合编为红一方面军。

### 会宁会师

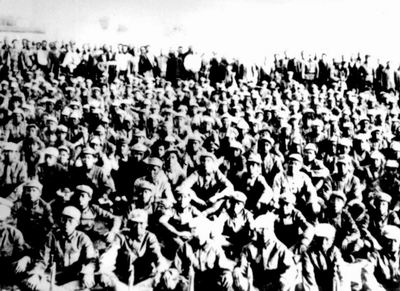
到达陕北后的红四方面军一部

1936年8月初，西北局制定《岷洮西战略计划》，决定攻下岷州、洮州、西固，并率主力向兰州、天水方向前进:490-491:370-371。8月5日，徐向前率领部队攻克漳县:491:376。由于陕北根据地经济情况艰苦，该根据地无法容下三个方面军:378-380。于是中央决定红二方面军在陕甘边行动:380，红四方面军与红一方面军进攻胡宗南部:496。之后因为战术考虑，中央及西北局纷纷表示放弃该计划:499，而改为《通庄静会战役计划》：“在西兰通道以北阻击胡宗南部，并与红一方面军会师后，进军宁夏”:499-500:383。
9月23日，张国焘突然决心西渡黄河，占领兰州以北地区:630。26日，中共中央致电张国焘，指出西进的困难:631。9月27日，中共中央再次发电，要求张国焘率领红四方面军北上，而此时西渡黄河也于红四方面军不利:633。朱德、张国焘在洮州召开会议，一致决定放弃西渡黄河，按照中央指示北进。此时，红一方面军也展开策应行动。10月2日，红十五军团攻占会宁:333。由于当时红军与张学良的东北军签订密约，红二、红四方面军在行军中未有大型交战:487。10月8日，红四方面军先头部队到达会宁界石铺，与红一军团一师会合；9日，徐向前率部抵达会宁，红四方面军长征结束:500:398-399。
8月下旬，红二方面军通过草地，进抵甘南哈达铺地区。根据中共中央部署，红二方面军从9月11日至20日攻占成县、徽县、两当、康县4座县城:628。9月下旬，国军发起反攻，企图围歼红二方面军于陇南地区。10月4日，红二方面军经中央同意，放弃甘南地区，开始渡渭河向北转移:634。由于红四方面军单独北进，红二方面军侧翼暴露，在渡河时受到严重损失:636。10月22日，红二方面军在甘肅靜寧縣將台堡（今屬寧夏）與紅一方面軍、紅四方面軍會師，至此长征宣告结束。此时，红一方面军约为21000人，红二方面军12000人，红四方面军33000人，合计约66000人:638。

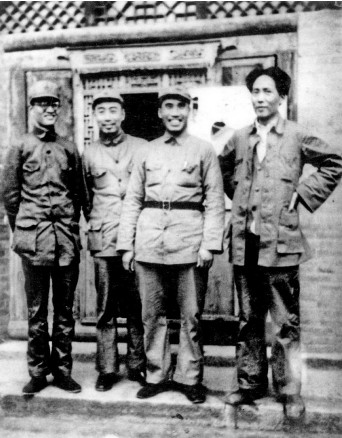
长征结束后，毛泽东、朱德、周恩来、博古在延安

在会宁会师前后，中共中央制定的战略总任务是团结红军内部、联合国民党部分友军、逼蒋抗日及停止内战:501。而西北局势则是红军占领宁夏与甘肃西部，打通与苏联的联系:502。而此时蒋介石刚处理完两广事件，随后制定新的剿共计划，即命令胡宗南、王均、关麟征、毛炳文等部筹备通渭会战:504。1936年10月11日，中央发布《十月份作战纲领》，徐向前与陈昌浩奉中央军委命令，执行宁夏战役计划，由红三十军负责造船强渡黄河，并先行渡江；红三十一军、红四军、红五军抵挡南部国军进攻、掩护红三十军，跟随渡江:507:401-402。
10月16日，蒋介石下达进剿令。18日，第三路军总司令朱绍良发布《剿匪计划纲要》，以国军第1军、37军、3军分兵进攻。22日，蒋介石飞抵西安亲自督战:508；同日，国军占领会宁:509。24日，红三十军强渡黄河，并击溃马家军防线:510。之后红九军、红五军向河边开进，跟随过河。28日，红四方面军军部渡过黄河:512；而本打算渡江的红三十一军却被临时取消计划:512，致使渡过黄河的红军部队无法展开进攻:512:405-406。30日，国军关麟征部进攻靖远，致使河东河西两岸红军被割断。11月8日，红四方面军总部、第九、三十军加上第五军组成“西路军”，约2.18万人，在虎豹口度过黄河之后，向甘肃河西地区前进:640。1937年3月，在打通对苏联的国际交通线失败后，全军仅剩四百余人，在李先念等人的带领下，到达新疆星星峡，被新疆军阀盛世才收容:435。

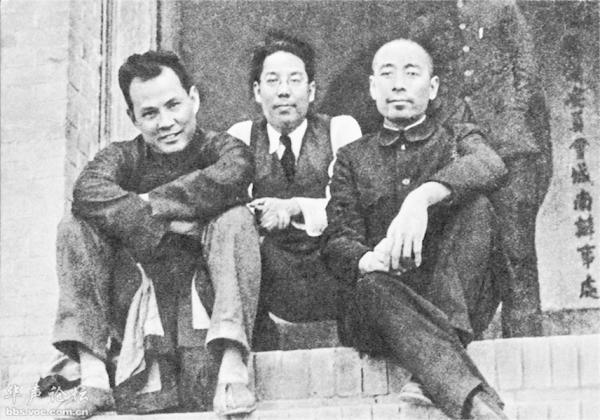
长征结束后不久，西安事变爆发，国共两党开启正式谈判。图为国共两党代表周恩来（右）、叶剑英（左）、张冲（中）在西安红军联络处门前

而此时，河东部队即红一、二方面军和红四方面军的第四、第三十一军则回师陕北。国军继续进攻，此时东北军王以哲部队前进比较迟缓，第三十七军仍在黄河以西，第三军进占同心城后因军长王钧病故而停止前进，唯第一军紧紧尾追红军，进至豫旺堡地区，这为红军创造了有利战机:642。11月21日，红军发起山城堡战役，将第一军七十八师大部歼灭。山城堡战役是红军长征的最后一战:642，一个月后，西安事变发生，第一次国共内战就此結束。

## 红军各部队实力统计
长征期间，红军各部队实力统计如下：
红一方面军（“中央红军”）
| 时间                      | 兵力           |
| ------------------------- | -------------- |
| 1934年10月长征开始        | 大約86,000余人 |
| 1935年1月遵义会议         | 大約37,000余人 |
| 1935年6月同红四方面军会师 | 大約20,000余人 |
| 1935年9月单独北上         | 大約14,000余人 |
| 1935年10月到达陕北        | 大約7,000余人  |
| 1936年10月会宁会师        | 大約8,000余人  |

红二、六军团（二方面军）
| 时间                             | 兵力       |
| -------------------------------- | ---------- |
| 1934年8月红六军团突围西征        | 9,700余人  |
| 1934年10月红六军团与红二军团会师 | 3,300余人  |
| 1934年10月红二军团与红六军团会师 | 4,400余人  |
| 1935年11月红二、六军团开始长征   | 17,000余人 |
| 1936年7月同红四方面军会师        | 14,300余人 |
| 1936年10月会宁会师               | 13,300余人 |

红四方面军
| 时间                               | 兵力       |
| ---------------------------------- | ---------- |
| 1935年5月嘉陵江战役后              | 80,000余人 |
| 1935年6月同中央红军会师            | 80,000余人 |
| 1936年4月甘孜整编                  | 40,000余人 |
| 1936年10月会宁会师                 | 33,000余人 |
| 1936年11月抵达陕北的红四方面军部队 | 11,000余人 |

红二十五军
| 时间                  | 兵力      |
| --------------------- | --------- |
| 1934年11月开始长征    | 2,980余人 |
| 1935年7月从鄂豫陕北上 | 4,000余人 |
| 1935年9月到达陕甘苏区 | 3,400余人 |

## 史實爭議
長征被认为是中國共產黨的转折点，中國共產黨從此踏入“延安時期”。由於長征已經過去多年，許多倖存者都已不在人世，外加回憶的不準確，關於長征的歷史事實留有爭議。

### 長征的距離
紅一方面軍長征經歷25000里（12500公里）的說法，出自毛澤東，埃德加·斯諾1938年出版的《西行漫記》引用此說。根據紅一方面軍1936年的詳細路線圖，距離是18,088里。2003年，兩名英國研究人員花了384天重走長征路線，估計長征實際距離不到25000里的一半，約6,000公里。
北京日报对这些质疑做出回覆，详尽地进行反驳，并提供2005年张小艾和武大卫走长征路走了46000多里的数据作为参考。

### “飛奪瀘定橋”
據中国共产党的說法，瀘定橋戰鬥是22人的突擊隊，在炮火掩护下，冒著槍林彈雨，攀踏著瀘定橋鐵索強攻前進。邓小平1982年与美国国家安全顾问布热津斯基会面时说，“事实上，那是一个非常简单的军事行动，没什么大不了的。另一边是使用老式步枪的军阀部队，而且人数也真的不那么多，但是我们觉得必须要将此戏剧化。”旅英作家孙书云在2006年出版《长征》一书，曾来到泸定桥现场考察。她采访当地的一位老铁匠，老铁匠的证言如下：“桥的另一端只有一个中队。那天在下雨，当他们看到红军士兵的到来，他们惊慌失措地逃走了——他们的官员早已抛弃了他们。并没有太大的战斗。不过，我仍然对爬上铁链的二十二名士兵致敬。在过去的日子里，我的父亲和我一起检查过了桥，但我们坐在一个篮子里。那些人很勇敢，他们过得很快。”中共中央党校教授卢毅则撰文指出，臺灣國史館藏“蒋中正总统文物”中有一份刘文辉发给蒋介石的电报，称其部下“泸定桥李团与沿河之匪奋战”，此战发生时间为1935年5月29日，恰是红军“飞夺泸定桥”当天。

### 草地密电
根据中国共产党自身的党史认定，1935年9月9日，張國燾“密电”原四方面軍領導人，企圖“以武力要挾”黨中央南返。前敵總指揮部參謀長葉劍英發現這份密電後，立即送達毛澤東手中。中共中央在四川巴西召開政治局緊急會議，決定率領一、三軍團（即一、三軍）和軍委縱隊北上。但对此，有部分学者表示缺乏事实依据。
徐向前說：“至于张国焘是否发过要用‘武力解决中央’的电报，我负责地对你们说，我是没有看到过的。毛主席在延安讲过张国焘的危害。至于怎样危害，我们也不好问，我们也说危害。我们执行过张国焘路线，我们也不便怎么说。”「我們那時候軍隊有保密制度，像這樣機密的電報，是指定人譯的，譯的人就直接拿給這位首長看；叫誰譯就誰譯。這樣的電報不是一般人可以看到的，不是什麼人都可以看的，這是軍隊的保密制度。張國燾發的這類電報都是指定人的，但誰譯的我不知道。有沒有這樣的電報？誰看過？我也不知道。」蘆笛因此指出，如果真有專給陳昌浩一人的“密电”，則參謀長葉劍英看不到，更不可能送達毛澤東手中。新華網2013年10月轉載《南方週末》文章，表示不管「密電」是否存在，葉劍英都是「立了大功」。

## 評價
| 1933年10月        |  |                             | 第五次圍剿戰爭 |
| 1933年10月        |  |                             | 第五次圍剿戰爭 |
| 1934年10月        |  | 红军撤退开始                |                |
| 1934年10月        |  | 红军撤退开始                |                |
| 10月21日          |  | 突破第一道封锁线            |                |
| 10月21日          |  | 突破第一道封锁线            |                |
| 11月5日－8日      |  | 突破第二道封锁线            |                |
| 11月5日－8日      |  | 突破第二道封锁线            |                |
| 11月13日－15日    |  | 突破第三道封锁线            |                |
| 11月13日－15日    |  | 突破第三道封锁线            |                |
| 11月27日－12月1日 |  | 突破第四道封锁线            |                |
| 11月27日－12月1日 |  | 突破第四道封锁线            |                |
| 1934年12月        |  | 红军占领黎平                |                |
| 1934年12月        |  | 红军占领黎平                |                |
| 1935年1月1日－3日 |  | 强渡乌江                    |                |
| 1935年1月1日－3日 |  | 强渡乌江                    |                |
| 1935年1月7日      |  | 遵义会议召开                |                |
| 1935年1月7日      |  | 遵义会议召开                |                |
| 1935年1月－3月    |  | 四渡赤水                    |                |
| 1935年1月－3月    |  | 四渡赤水                    |                |
| 3月29日－31日     |  | 南渡乌江                    |                |
| 3月29日－31日     |  | 南渡乌江                    |                |
| 5月9日            |  | 渡金沙江                    |                |
| 5月9日            |  | 渡金沙江                    |                |
| 5月25日           |  | 渡大渡河                    |                |
| 5月25日           |  | 渡大渡河                    |                |
| 5月29日           |  | 飞夺泸定桥                  |                |
| 5月29日           |  | 飞夺泸定桥                  |                |
| 6月12日－7月7日   |  | 红一红四会师                |                |
| 6月12日－7月7日   |  | 红一红四会师                |                |
| 8月29日－31日     |  | 全歼胡宗南第四十九师        |                |
| 8月29日－31日     |  | 全歼胡宗南第四十九师        |                |
| 10月7日           |  | 翻越六盘山                  |                |
| 10月7日           |  | 翻越六盘山                  |                |
| 10月19日          |  | 红一抵达吴起镇              |                |
| 10月19日          |  | 红一抵达吴起镇              |                |
| 1936年10月        |  | 红二、红四与红一会师 长结束 |                |
| 1936年10月        |  | 红二、红四与红一会师 长结束 |                |

长征被认为是中國近代史上一個重要事件，客观上对中国近代历史产生一定的影響，一定程度上決定中國歷史走向。後來中華人民共和國的主要領導人和将领，如毛澤東、周恩來、劉少奇、朱德、陳雲、鄧小平等，都經歷了「長征」，十大元帥中有九位（除陳毅）經歷了「長征」。

### 中國國民黨方面的評價
當時的國民政府领导人蔣介石在其日记中記載稱，長征其實是他的計謀，剿共為名，收復西南是實，國家團結了，才可以抗戰。由於當時中國軍隊與日軍裝備及訓練間差距太大，蔣九一八事變期間寫道：“中日之战必不可免”，若開戰，“倭三日可亡我矣”。又說：“不可贸然而战”。期間，蔣考慮到中日若開戰，上海必先淪陷，南京亦將失守，國民政府勢必遷都，期間蔣考慮了洛陽、西安等地，最後選定重慶；中国那个时候是个军阀割据的时代，蒋介石无法控制整个中国，仅控制了中国的几个沿海省份。蒋介石在日记中考虑该如何进入四川，特别是四川、云南和贵州都是军阀势力非常大。蒋介石当时一直在思考应对之策，并与德国军事顾问进行商讨。据记载，他提出了一个策略：以“剿匪”为名，在西南地区建立国民政府的控制基础，即“借剿共以收复西南”。为此，刻意未对红军实施全面围剿，而是保留一部分红军势力，将其引导向西南地区。
所以红军所谓的“两万五千里长征”是从江西往西南走，然后才到延安的，中央军就在后面追，因此才能够进入四川。这是他的一计。 而另一方面，蔣當時認為紅軍勢力微弱，並不足以對其政權發生威脅，所以在日記中寫道：“若为对倭计，以剿匪为掩护，抗日之原则。”
領導國民革命軍追擊紅軍的薛岳，在其所著的《剿匪紀實》中對「長征」評價非常之低：「三民主義，適合國情，吾人黽勉奉行，即足以救國建國。乃共匪故騰其階級鬥爭邪說，洪波四濺，逋毒十省，所過焚殺，川原以丹，至是猙獰面目，暴露無餘，政治立場，全告消失，民衆益視之若蛇蝎，蓋失民者亡，叛國者滅，理固宜然，然連歲驛騷，國家元氣，亦因之而斲喪，不禁感慨係之矣。」

### 中國共產黨方面的評價
毛澤東說：“长征是历史纪录上的第一次，长征是宣言书，长征是宣传队，长征是播种机。自从盘古开天地，三皇五帝到于今，历史上曾经有过我们这样的长征吗？十二个月光阴中间，天上每日几十架飞机侦察轰炸，地下几十万大军围追堵截，路上遇着了说不尽的艰难险阻，我们却开动了每人的两只脚，长驱二万余里，纵横十一个省。请问历史上曾有过我们这样的长征吗？没有，从来没有的。长征又是宣言书。它向全世界宣告，红军是英雄好汉，帝国主义者和他们的走狗蒋介石等辈则是完全无用的。长征宣告了帝国主义和蒋介石围追堵截的破产。长征又是宣传队。它向十一个省内大约两万万人民宣布，只有红军的道路，才是解放他们的道路。不因此一举，那么广大的民众怎会如此迅速地知道世界上还有红军这样一篇大道理呢？长征又是播种机。它散布了许多种子在十一个省内，发芽、长叶、开花、结果，将来是会有收获的。总而言之，长征是以我们胜利、敌人失败的结果而告结束。”
1980年8月，在會見義大利記者法拉奇時，鄧小平說：“在1935年，我們歷史上著名的長征中召開的遵義會議上，確立了毛澤東同志在党和軍隊中的領導地位，中國共產黨才真正形成了一個成形的領導，以前的領導都是很不穩定的，而且也很不成熟。”而當鄧小平之女邓榕問他長征是怎麼過來的，他的回答是—“跟著走”！
江澤民在紀念紅軍長征勝利六十周年大會上，提出“長征精神”為以下五種精神：
- 把國家和民族的根本利益看得高於一切，堅定革命的理想和信念，堅信正義事業必定勝利的精神；
- 為了救國救民，不怕任何艱難險阻，不惜付出一切犧牲的精神；
- 堅持獨立自主、實事求是，一切從實際出發的精神；
- 顧全大局、嚴守紀律、緊密團結的精神；
- 緊緊依靠人民群眾，同人民群眾生死相依、患難與共、艱苦奮鬥的精神。

中國共產黨评价：“中国工农红军的长征是一部伟大的革命英雄主义史诗。它向全中国和全世界宣告，中国共产党及其领导的人民军队，是一支不可战胜的力量。红军长征，铸就了伟大的长征精神。长征精神，是中国共产党人和人民军队革命风范的生动反映，是中华民族自强不息的民族品格的集中展示，是以爱国主义为核心的民族精神的最高体现。长征精神为中国革命不断从胜利走向胜利提供了强大精神动力”。
胡錦濤說：“長征是中國共產黨領導中國人民英勇革命的壯麗史詩。”
习近平说：“（长征）这一惊天动地的革命壮举，是中国共产党和红军谱写的壮丽史诗，是中华民族伟大复兴历史进程中的巍峨丰碑。”“长征是一次理想信念的伟大远征。崇高的理想，坚定的信念，永远是中国共产党人的政治灵魂。”

### 其它正面評價
美国记者埃德加·斯诺在《红星照耀中国》中评价「长征」：“不论你对红军有什么看法，对他们的政治立场有什么看法，但是不能不承认他们的长征是军事史上最伟大的业绩之一。”“红军的西北长征，无疑是一场战略撤退，但不能说是溃退，因为红军终于到达了目的地，其核心力量仍完整无损，其军心士气和政治意志的坚强显然一如往昔。共产党人认为，而且显然也这么相信，他们是在向抗日前线进军，而这是一个非常重要的心理因素。这帮助他们把原来可能是军心涣散的溃退变成一场精神抖擞的胜利进军。进军到战略要地西北去，无疑是他们大转移的第二个基本原因，他们正确地预见到这个地区要对中、日、苏的当前命运将起决定性的作用。后来的历史证明，他们强调这个原因是完全对的。这种宣传上的巧妙手法必须看成是杰出的政治战略。在很大程度上，这是造成英勇长征得以胜利结束的原因。”
另一位美国记者哈里森·索爾茲伯里在其著作《长征：前所未闻的故事》中说：“这（长征）在中国历史的长河中只是短暂的一瞬。但长征已给中国的面貌留下了不可磨灭的印记，它极大地改变了中国的意识，使这个国家出现了许多世纪来所缺乏的精神与团结。它甚至证明了其威力足以克服毛泽东本人晚年可怕的异想天开，从而使中国走上了一条崭新的道路，一条毛根本不会选择的道路，但目前人们对长征的认识还是很不完整的。也许中国人会说，再过一二百年，我们也许能真正从历史的角度来看待这次长征。眼下我们可以象中国那样来看待长征——这是一次充满了集体英雄主义、献身精神和希望的举世无双的行动。”
唐德剛認為長征絕非歷史紀錄的第一次，黃巢起義、太平天國都比紅軍早，而且時間更久。此外，他还认为蔣中正利用長征借機“削藩裁軍”。当时西南地区贵州、云南、四川都是地方军阀割据，湖南也不是嫡系，蒋借追缴红军，把中央军的势力深入到地方。“红军西走后，中央的势力进入西南，为一意外的大收获。”:446
越南共产党领导人邓春区对长征十分仰慕，后来改名叫“长征”。

## 「长征」时期中国共产党的中央会议
中國共產黨在中央红军长征过程中召开的会议，属于中共中央政治局的会议、包括它的常委会和扩大会，从1934年底至1935年底，比较重要的有20多个，可分为三个系列。一是中央红军在与红四方面军会合前召开的9个会议：通道会议、黎平会议、猴场会议、遵义会议、鸡鸣三省会议、扎西会议、苟坝会议、会理会议、泸定会议。这些会议主要讨论中央红军战略转移的指导思想、军事路线、行军方向和作战方案等。二是中央红军在与红四方面军会合后召开的7个会议：两河口会议、卓克基会议、芦花会议、沙窝会议、毛儿盖会议、巴西会议、俄界会议。这些会议都是讨论两大主力红军会师后的军事计划、战略方针、行动方向、作战方案，以及与张国焘的分歧，努力求得共识。三是与红四方面军分道后，中央红军在单独进军陕北过程中召开的6个会议：哈达铺会议、榜罗镇会议、铁边城会议、吴起镇会议、下寺湾会议、瓦窑堡会议等。这些会议讨论中央红军对陕北的进军，以及随形势的变化而调整党的路线和方针政策问题。
| 名称                        | 举办地               | 时间                        | 主持人 （开幕式主持人） | 内容 | 会议性质                           |
| --------------------------- | -------------------- | --------------------------- | ----------------------- | --- | ---------------------------------- |
| 通道会议                    | 湖南通道             | 1934年12月12日              | 周恩来                  | 会议的决议是中央红军向西进入贵州。 | -                                  |
| 黎平会议                    | 贵州黎平             | 1934年12月18日              | 周恩来                  | 通过《中央政治局关于战略方针之决定》，决定放弃与红二、六军团会合的原定计划，认为新的根据地应该是川黔边地区，确定向贵州转兵的战略决策，决定在适当的时候召开政治局扩大会议，以便审查黎平会议的决定和总结第五次反“围剿”以及长征以来军事指挥上的经验教训。会后中央军委决定对部队进行整编 | 中央政治局会议                     |
| 猴场会议                    | 贵州瓮安             | 1934年12月31日-1935年1月1日 | -                       | 否定李德等人回头东进与红二、六军团会合的错误主张，重申黎平会议决定，作出《关于渡江后新的行动方针的决定》，基本结束“三人团”对红军的军事指挥权，初步形成以毛泽东为核心的军事指挥中枢，为遵义会议的成功奠定基础。 | 中央政治局会议                     |
| 遵义会议                    | 贵州遵义             | 1935年1月15日-1月17日       | 博古                    | 博古作关于第五次反“围剿”的总结报告。周恩来作副报告。决定主要根据毛泽东发言的内容，委托张闻天起草《中央关于反对敌人五次“围剿”的总结决议》。该决议起草后于“一九三五年二月八日政治局会议通过”，并于2月16日由中央油印印发。《决议》否定博古的报告，指出军事上领导错误是李德、博古、周恩来3人，而李德、博古负主要责任。决定改变黎平会议以黔北为中心来创造苏区根据地的决议，改为在成都之西南或西北建立苏区根据地。作出四项决定：1、改组中共中央领导机构，推选毛泽东为政治局常委。2、指定张闻天起草决议。3、常委中再进行适当的分工。4、取消博古、李德的最高军事指挥权，仍由中央军委主要负责人朱德、周恩来指挥军事，周恩来是下最后决心的负责者。会后不久，决定毛泽东为周恩来的军事指挥上的帮助者；张闻天接替博古在党内负总责。随后又成立由毛泽东、周恩来、王稼祥组成的三人团（又称军事指挥小组），周恩来任团长。 | 中央政治局扩大会议                 |
| 扎西会议 （含鸡鸣三省会议） | 云南威信扎西         | 1935年2月                   | 张闻天                  | 讨论中央红军的进军方向和部队缩编问题，作出“回兵黔北”和“缩编”的决策，通过由张闻天起草的《遵义会议决议》，即《中共中央关于反对敌人五次“围剿”的总结决议》，讨论中央和全国其他苏区与红军的战略方针及组织问题，讨论中共中央政治局常委的分工，决定张闻天代替博古在党中央负总的责任，作出成立中共川南特委和组建中国工农红军川南游击纵队的决定。 | 中央政治局会议                     |
| 苟坝会议                    | 贵州遵义苟坝村       | 1935年3月10日至12日         | 张闻天                  | 由毛泽东、周恩来、王稼祥组成三人小组（新“三人团”），全权指挥红军军事行动。 | 中央政治局扩大会议                 |
| 会理会议                    | 四川会理             | 1935年5月12日               | 毛泽东                  | 张闻天作有关形势的报告，并作自我批评。毛泽东总结红军四渡赤水抢渡金沙江的胜利，阐明运动战略正确思想。讨论渡江后的行动计划，决定立即北进，抢渡大渡河，向红四方面军靠拢。批评林彪要求撤换毛泽东、朱德军事指挥和反对机动作战的错误。 | 中央政治局扩大会议                 |
| 泸定会议                    | 四川泸定             | 1935年5月31日               |                         | 决定中央红军过雪山与四方面军会合，派陈云去莫斯科向共产国际汇报 | 中央政治局常委会议                 |
| 两河口会议                  | 四川懋功             | 1935年6月26日               | 张闻天                  | 通过周恩来代表党中央和中革军委首先作关于目前战略方针问题的报告，责成张闻天为中央政治局起草一个会议决定。1935年6月28日，中央政治局作出《关于一、四方面军会合后战略方针的决定》，确定北上建立以甘南为中心的川陕甘苏区根据地的战略总方针。 | 中央政治局会议                     |
| 卓克基会议                  | 四川马尔康卓克基     | 1935年7月3日                |                         | 军委发布“夏洮战役计划”，确定以卓克基地区为总后方，讨论通过《告康藏西番民众书》，指出中国共产党的民族政策是解放被压迫的各民族，建立自由选举的革命政府，并积极帮助一切革命的民族。 | 政治局常委会议                     |
| 芦花会议                    | 四川黑水             | 1935年7月21-7月22日         | 张闻天                  | 张国焘作关于四方面军发展历史情况的报告。徐向前和陈昌浩分别作了关于四方面军情况的补充报告。会议讨论报告并总结四方面军的历史经验。 | 中央政治局会议                     |
| 沙窝会议                    | 四川松潘             | 1935年8月4-8月6日           | 张闻天                  | 张闻天作关于1、4方面军会合后的决议草案的报告。会议通过《关于1、4方面军会合后的政治形势与任务的决议》。张闻天代表中央政治局提出吸收4方面军干部参加中央工作的名单。会议决定增补陈昌浩、周纯全为政治局委员。会议还决定成立由周恩来担任司令员兼政委的1方面军司令部，由陈昌浩任总政治部主任，周纯全任副主任。 | 中央政治局会议                     |
| 毛儿盖会议                  | 四川松潘毛儿盖       | 1935年8月20日               | 毛泽东                  | 讨论红军主力的发展方向问题。通过由毛泽东起草的《关于目前战略方针之补充决定》。 | 中央政治局会议                     |
| 巴西会议                    | 四川若尔盖巴西乡     | 1935年9月2日-9月9日         | -                       | 讨论一方面军工作方针问题。决定采取果断措施，立即率红一、三军、军委纵队一部，组成临时北上先遣队，到阿西集合，继续北上，向甘南前进，并通知已到俄界的林彪、聂荣臻，行动方针有变，要一军在原地等待。决定以后右路军统归军委副主席周恩来指挥，并委托毛泽东起草《中共中央为执行北上方针告同志书》。 | 中央政治局会议                     |
| 俄界会议                    | 甘肃迭部             | 1935年9月12日               | 张闻天                  | 毛泽东作《关于与四方面军领导者的争论及今后战略方针的报告》，并作会议结论。作出《关于张国焘同志的错误的决定》。决定将原有1、3军团缩编为中国工农红军陕甘支队，成立“五人团”作为全军最高领导核心，组成编制委员会。 | 中央政治局会议                     |
| 哈达铺会议                  | 甘肃岷县哈达铺       | 1935年9月22日               | 张闻天                  | 讨论研究干部问题和部队整编，决定将红一、三军和中央军委纵队整编为“中国工农红军陕甘支队”，彭德怀任司令员，毛泽东任政治委员。在团以上干部会议上，毛泽东作《关于形势和任务的政治报告》，并代表党中央向全军正式发布“到陕北去”的决定。 | 中央政治局常委会议、团以上干部会议 |
| 榜罗镇会议                  | 甘肃通渭             | 1935年9月27日               | 毛泽东                  | 决定改变俄界会议关于首先打到甘东北或陕北，以游击战争与苏联发生联系，取得国际帮助，创建根据地的原定战略方针，作出把红军长征落脚点放在陕北的决策，提出保卫与扩大陕北苏区的新的战略方针。决定派一支部队与国际联系，取得国际的技术帮助。 | 中央政治局常委会议                 |
| 铁边城会议                  | 陕西赤安吴起镇西北部 | 1935年10月18日              |                         | 重申榜罗镇会议“在陕北创造苏区” 的决定。 | 中央政治局常委会                   |
| 吴起镇会议                  | 陕西赤安吴起镇       | 1935年10月22日              | 张闻天                  | 总结俄界会议后红军的行动，确定新形势下陕甘支队的行动方针。毛泽东报告俄界会议以来的形势与陕甘支队的任务，并作会议总结发言。批准榜罗镇会议把红军长征落脚点放在陕北的战略决策，决定党和红军今后的战略任务是建立西北苏区，以领导全国革命，从而宣告中央红军长征的完结，开创中共中央全国革命大本营放在陕北的新的历史时期。 | 中央政治局会议                     |
| 下寺湾会议                  | 陕西甘泉下寺湾       | 1935年11月3日               | 张闻天                  | 指出当前的紧迫任务是粉碎敌人三次‘围剿’”，提出“中央分两部分”，“一部分同志到前方去，一部分可在后方做动员工作”。张闻天提议由毛泽东担任军委主席，并赋予军委决定军事指挥问题的全权。 | 中央政治局常委扩大会议             |
| 瓦窑堡会议                  | 陕西瓦窑堡           | 1935年12月17日-12月25日     | 张闻天                  | 根据共产国际第七次代表大会建立反法西斯统一战线的精神，通过张闻天起草的《中央关于目前政治形势与党的任务决议》，决定建立抗日民族统一战线的策略。通过《中央关于军事战略问题的决议》。 | 中央政治局扩大会议                 |

## 纪念
「长征」一直是中国共产党重点宣传内容，并得到该党的高度评价。1965年，中华人民共和国将自主研制的航天运载火箭以“长征”命名。1969年，中华人民共和国铁路史上的第一种燃气轮机车被命名为“长征”。中国人民解放军海军的弹道导弹核潜艇和攻击型核潜艇舰名也以“长征”为前缀来编号命名。